# Olympische Sommerspiele 2016/Teilnehmer (Suriname)
| Gelbes Symbol für Goldmedaillen mit stilisierten Olympischen Ringen | Graues Symbol für Silbermedaillen mit stilisierten Olympischen Ringen | Braundes Symbol für Bronzemedaillen mit stilisierten Olympischen Ringen |
| ------------------------------------------------------------------- | --------------------------------------------------------------------- | ----------------------------------------------------------------------- |
| —                                                                   | —                                                                     | —                                                                       |

Suriname nahm an den Olympischen Spielen 2016 in Rio de Janeiro teil. Es war die insgesamt 13. Teilnahme an Olympischen Sommerspielen. Das Surinaams Olympisch Comité nominierte sechs Athleten in vier Sportarten.

## Teilnehmer nach Sportarten

### Badminton
| Athleten   | Wettbewerb | Gruppenphase                      | Gruppenphase                      | Gruppenphase | Gruppenphase | Achtelfinale  | Achtelfinale  | Viertelfinale | Viertelfinale | Halbfinale    | Halbfinale    | Finale        | Finale        | Rang          |
| Athleten   | Wettbewerb | Gegner                            | Ergebnis                          | Punkte       | Rang         | Gegner        | Ergebnis      | Gegner        | Ergebnis      | Gegner        | Ergebnis      | Gegner        | Ergebnis      | Rang          |
| ---------- | ---------- | --------------------------------- | --------------------------------- | ------------ | ------------ | ------------- | ------------- | ------------- | ------------- | ------------- | ------------- | ------------- | ------------- | ------------- |
| Männer     |            |                                   |                                   |              |              |               |               |               |               |               |               |               |               |               |
| Sören Opti | Einzel     | Lee Chong Wei Derek Wong Zi Liang | 0:2 (2:21, 3:21) 0:2 (5:21, 6:21) | 16:84        | 3            | ausgeschieden | ausgeschieden | ausgeschieden | ausgeschieden | ausgeschieden | ausgeschieden | ausgeschieden | ausgeschieden | ausgeschieden |

### Judo
| Athleten       | Wettbewerb | 1. Runde    | 1. Runde   | 2. Runde      | 2. Runde      | Viertelfinale | Viertelfinale | Halbfinale / Trostrunde | Halbfinale / Trostrunde | Finale / Platz 3 | Finale / Platz 3 | Rang |
| Athleten       | Wettbewerb | Gegner      | Ergebnis   | Gegner        | Ergebnis      | Gegner        | Ergebnis      | Gegner                  | Ergebnis                | Gegner           | Ergebnis         | Rang |
| -------------- | ---------- | ----------- | ---------- | ------------- | ------------- | ------------- | ------------- | ----------------------- | ----------------------- | ---------------- | ---------------- | ---- |
| Männer         |            |             |            |               |               |               |               |                         |                         |                  |                  |      |
| Yigal Kopinsky | bis 66 kg  | H. Zourdani | 000H:100s1 | ausgeschieden | ausgeschieden | ausgeschieden | ausgeschieden | ausgeschieden           | ausgeschieden           | ausgeschieden    | ausgeschieden    | 17   |

### Leichtathletik
Laufen und Gehen 
| Athleten      | Wettbewerb | Vorlauf | Vorlauf | Runde 1 | Runde 1 | Halbfinale    | Halbfinale    | Finale        | Finale        | Rang |
| Athleten      | Wettbewerb | Zeit    | Rang    | Zeit    | Rang    | Zeit          | Rang          | Zeit          | Rang          | Rang |
| ------------- | ---------- | ------- | ------- | ------- | ------- | ------------- | ------------- | ------------- | ------------- | ---- |
| Frauen        |            |         |         |         |         |               |               |               |               |      |
| Sunayna Wahi  | 100 m      | 12,09 s | 3       | 12,25 s | 60      | ausgeschieden | ausgeschieden | ausgeschieden | ausgeschieden | 60   |
| Männer        |            |         |         |         |         |               |               |               |               |      |
| Jurgen Themen | 100 m      | –       | –       | 10,47 s | 58      | ausgeschieden | ausgeschieden | ausgeschieden | ausgeschieden | 58   |

### Schwimmen
| Athleten         | Wettbewerb    | Vorlauf     | Vorlauf | Halbfinale    | Halbfinale    | Finale        | Finale        | Rang |
| Athleten         | Wettbewerb    | Zeit        | Rang    | Zeit          | Rang          | Zeit          | Rang          | Rang |
| ---------------- | ------------- | ----------- | ------- | ------------- | ------------- | ------------- | ------------- | ---- |
| Frauen           |               |             |         |               |               |               |               |      |
| Evita Leter      | 50 m Freistil | 1:14,96 min | 37      | ausgeschieden | ausgeschieden | ausgeschieden | ausgeschieden | 37   |
| Männer           |               |             |         |               |               |               |               |      |
| Renzo Tjon-A-Joe | 100 m Brust   | 22,23 s     | 21      | ausgeschieden | ausgeschieden | ausgeschieden | ausgeschieden | 21   |